# Cylindropuntia santamaria
Cylindropuntia santamaria ist eine Pflanzenart aus der Gattung Cylindropuntia in der Familie der Kakteengewächse (Cactaceae). Das Artepitheton santamaria verweist auf das Vorkommen der Art bei Bahia Santa Maria im mexikanischen Bundesstaat Baja California.

## Beschreibung
Cylindropuntia santamaria wächst als kriechender oder kletternd-wuchernder Strauch mit nicht abfallenden Zweigen und erreicht Wuchshöhen von 0,3 bis 1,5 Meter. Auf den graugrünen oder gelblichen oder rötlich überhauchten, 9 bis 15 Zentimeter langen und 3 bis 4,5 Zentimeter im Durchmesser messenden Triebabschnitten befinden sich deutlich erkennbare Höcker, die häufig in acht bis neun Rippen zusammenstehen. Die hellgelben Areolen vergrauen im Alter und tragen 1 bis 2 Millimeter lange unauffällige Glochiden, von denen oft einige wenige grau und borstenartig sind. Die 20 bis 26 Dornen sind an allen Areolen vorhanden. Sie sind mehr oder weniger orangebraun bis grau oder dunkelbraun und 1,5 bis 2,5 Zentimeter lang. Ihre Scheiden sind weiß.
Die grünlich schwefelgelben Blüten besitzen auf den Blütenhüllblättern rosafarbene Mittelrippen. Die kreisel- bis fassförmigen, lohfarbenen bis hellgrauen Früchte sind trocken und bedornt oder nicht bedornt. Sie sind 1,6 bis 2,8 Zentimeter lang und weisen Durchmesser von 1,4 bis 2,1 Zentimeter auf.

## Verbreitung, Systematik und Gefährdung
Cylindropuntia santamaria ist im mexikanischen Bundesstaat Baja California Sur auf der  Isla Magdalena in Höhenlagen bis zu 200 Metern verbreitet. Das Verbreitungsgebiet umfasst weniger als 20 km².
Die Erstbeschreibung als Grusonia santamaria von Edgar Martin Baxter wurde 1934 veröffentlicht. Jon Paul Rebman stellte die Art 2002 in die Gattung Cylindropuntia. Weitere nomenklatorische Synonyme sind Opuntia santamaria (E.M.Baxter) Wiggins (1964) und Opuntia santamaria (E.M.Baxter) Bravo (1972).
In der Roten Liste gefährdeter Arten der IUCN wird die Art als „Vulnerable (VU)“, d. h. als gefährdet geführt.

## Nachweise